# Bramka (województwo warmińsko-mazurskie)
Bramka – wieś w Polsce położona w województwie warmińsko-mazurskim, w powiecie ostródzkim, w gminie Morąg.
Wieś lokowana przez komtura elbląskiego, na prawie chełmińskim w pierwszej połowie XIV w., na 44 włókach.
W 1782 r. była to wieś królewska z dwoma udziałami szlacheckimi. Liczyła w tym czasie 49 domów i należała do parafii w Morągu. W 1818 r. było 53 domów z 312 mieszkańcami. W 1858 do wsi należało 57 włók gruntów uprawnych, było 81 domów z 591 mieszkańcami.
Jednoklasowa szkoła powstała prawdopodobnie w 1737 r. W 1939 r. była tu szkoła trójklasowa, a oprócz miejscowych dzieci uczęszczały także te z pobliskiego dworu Piłąg i dworu Silin.
Do 1954 roku siedziba gminy Bramka. W latach 1954–1957 wieś należała i była siedzibą władz gromady Bramka, po jej zniesieniu w gromadzie Żabi Róg. W latach 1975–1998 miejscowość administracyjnie należała do województwa olsztyńskiego. W latach 1945–1946 miejscowość nosiła nazwę Niebostrzeż
W roku 1973 wieś należała do powiatu morąskiego, gmina Morąg, poczta Żabi Róg.